# Válcovna Kotopeky
Válcovna plechu stojí na katastrálním území Kotopeky obce Tihava, byla první válcovnou železa v Čechách. Empírový objekt válcovny byl zapsán do Ústředního seznamu kulturních památek ČR.

## Historie
Válcovnu plechů v Tihlavě založil v roce 1823 na svém hořovickém panství Rudolf hrabě z Vrbna. Byla to první válcovna, která zabezpečovala zvýšenou poptávku plechů pro výrobu především parních kotlů a byla součástí železáren v Komárově a Jincích. Byla činná do padesátých let 19. století. Další majitel Vilém z Hanau přestavěl válcovnu na mlýn. V dalším období byla využívána k různým dílenským provozům. V roce 2012 využívala objekt Kovovýroba Valcverk.
Vnitřní zařízení se nedochovalo. V roce 1824 provedl nákresy a podrobný popis válcovny František Herda, hutní odborník a písař šichtovního úřadu železáren v Novém Jáchymově.

## Popis
Válcovna byla přestavěna z bývalého hamru umístěného pod hráz hutního rybníka. Jedná se empírovou omítanou přízemní zděnou budovu na půdorysu obdélníku s rozměry 20×40 m a s vysokou valbovou střechou.
Ve válcovně byly čtyři duo válcovací stolice, u každé byly dvě uhlím vytápěné ohřívací pece s nízkou klenbou a komínem vysokým 4,74 m. Spodní válec byl dlouhý 1420 mm a měl průměr 474 mm, horní válec měl průměr 395 mm. Ložiska válců byla uložena v kovaných stolicích. Válce se stavěly pomocí šroubů, k tomu byl určen jeden dělník. Válcovna byla poháněna vodním kolem o průměru 5,69 m a šířce 1,89 m. Převod byl prováděn ozubenými koly a rovnoměrnost otáček zajišťovaly setrvačníky o hmotnosti 56 q.
Dále zde byla zkujňovací pec, dmychadlo a mechanické kovací kladivo poháněné vlastními vodními koly. Vodní pohon měly dvoje nůžky pro ostřih plechů i horizontální soustruh k obrábění válců. Manipulaci s těžkými břemeny zajišťovaly dva jeřáby.

## Postup válcování
Vykované ploštiny pokud možno široké a tenké se ostříhaly na příslušnou délku, následně se vyhřály na teplotu svaru a vyválcovaly se na tzv. klopy a uprostřed se přehnuly. Klopy se namáčely ve směsi (kaší) uhelného prachu a jílu a vyhřály se do červeného žáru a válcovaly. Postup se opakoval dvakrát až třikrát k dosažení patřičné tloušťky plechu. Namáčení do jílové směsi mělo zabránit svaření plechů. 
Válcování zabezpečovali čtyři dělníci. První zavedl předehřátý klop do válcovací stolice. Na druhé straně dva dělníci kleštěmi uchopili vývalek a podali jej přes horní válec prvnímu dělníkovi. Čtvrtý dělník nastavoval štěrbinu mezi válci. Obsluhu ohřívacích pecí měl na starosti zvláštní topič. Hotové plechy se ostříhaly a balily jako černý plech.